# ÜBCHI
El método de cifrado ÜBCHI (transcrito en las lenguas inglesa y francesa normalmente sin la diéresis) fue un sistema criptográfico empleado por el Ejército imperial alemán al inicio de la Primera Guerra Mundial. Se trata de una variante del sistema de Transposición columnar doble.
Su nombre proviene de la contracción de los términos alemanes Übung (ejercicio) y Chiffrierung (cifra).

## Proceso de cifrado
En primer lugar elegimos una palabra clave. En este caso, en atención al período en que estuvo en vigor será la palabra MARNE. Esta palabra nos permitirá elaborar los siguientes cuadros. En el ejemplo presente emplearemos la frase AQUI NUESTRO MENSAJE SECRETO, que consta de 25 letras por lo que la transposición será por columnas completas, aunque no es estrictamente necesario. Para este ejemplo, no empleamos nulas ni separación entre las palabras.
En primer lugar crearemos este cuadro:
| M | A | R | N | E |
| - | - | - | - | - |
| 3 | 1 | 5 | 4 | 2 |
| A | Q | U | I | N |
| U | E | S | T | R |
| O | M | E | N | S |
| A | J | E | S | E |
| C | R | E | T | O |

Hecho esto, se leen las columnas de modo descendente en el orden de los números (establecidos en función de la palabra clave y del orden de las letras de la misma dentro del alfabeto). Esto nos da el siguiente paso intermedio: QEMJR NRSEO AUOAC ITNST USEEE. El paso siguiente es volverlo a introducir en otra tabla con la misma palabra clave.
| M | A | R | N | E |
| - | - | - | - | - |
| 3 | 1 | 5 | 4 | 2 |
| Q | E | M | J | R |
| N | R | S | E | O |
| A | U | O | A | C |
| I | T | N | S | T |
| U | S | E | E | E |

Y se repite el proceso de leer las columnas en el orden marcado por los números. El resultado final del mensaje sería: ERUTS ROCTE QNAIU JEASE MSONE.

## Abandono de la cifra
El Bureau de Chiffre francés estuvo los primeros meses de la guerra (lograron la primera clave el 20 de agosto de 1914) descifrando este sistema y la aprovecharon. El caso más famoso del aprovechamiento de esta cifra llegó con el ataque de la aviación militar francesa a la villa de Thielt, en la Bélgica ocupada, a la hora en que el káiser alemán, Guillermo II tenía que estar allí pasando revista a la guarnición.
Los alemanes no pudieron considerarlo una coincidencia sobre todo después de que el periódico Le matin publicara que el bombardeo se produjo debido al descifrado de las claves alemanas. La cifra ÜBCHI fue abandonada por los alemanes y sustituida por el sistema denominado ABC.